# Аделазія (юдикиня Торресу)
Аделазія I (італ. Adelasia; 1207 — 1259) — правляча юдикиня (володарка) Торреського юдикату в 1236—1259 роках.

## Життєпис
Походила з династії Лакон-Гунале. Донька Маріано II, юдика Торресу, та Агнеси Кальярської. Народилася 1207 року в Ардарі. 1218 року заручена зі спадкоємцем Галлурського юдикату — Убальдо. 1219 року відбулося весілля, але папа римський Гонорій III не визнав цього шлюбу.
1225 року чоловік Аделазії успадкував Галлуру. У 1236 році після загибелі брата Баризона III обирається Радою знаті (Corona de Logu) юдикинею Торреського юдикату. Папа римський Григорій IX визнав це, відправивши 1237 року свого капелана Олександра, якому Аделаїза принесла омаж за юдикат та володіння в Італії.
Аделазія самостійно панувала в Торреському юдикаті. 1238 року втратила чоловіка, після чого була оголошена володаркою Галлури. Але зрештою вимушена була поступитися тут владою Джованні Вісконті. Для зміцнення свого становища пошлюбила Гвельфо деї Поркарі, прихильника Папського престолу, але той невдовзі помер. За цим під тиском імператора Фрідріха II стала дружиною його позашлюбного сина Енцо, який отримав титул короля Сардинії. Втім той вже 1239 року рушив до Італії, де почав війну проти Генуї. У 1245 або 1246 році цей шлюб було анульовано.
В подальшому самостійно панувала, але поступово втрачала вплив на державні справи. Решту життя пробула в замку Гочеано, де померла 1259 року. Слідом за цим родини Маласпіна, Доріа і Спінола розділили Торреський юдикат між собою, частину отримав Вільгельм да Капрая, регент Арборейського юдикату. В столиці Сассарі було утворено республіку, що діяла в союзі з Генуєю, приймаючи від останньої подесту.